# Maresciallo aiutante luogotenente
Maresciallo aiutante luogotenente Sostituto ufficiale di pubblica sicurezza era una qualifica dell'Arma dei Carabinieri corrispondente al primo maresciallo luogotenente dell'Esercito Italiano, della Marina Militare e dell'Aeronautica Militare e al luogotenente della Guardia di Finanza.
Il Maresciallo aiutante luogotenente aveva rango preminente sul grado di maresciallo aiutante che era il grado più alto tra i sottufficiali. Per accedere a tale qualifica bisognava aver trascorso almeno 15 anni di permanenza nel grado di maresciallo aiutante, ma in realtà, grazie a una serie di disposizioni transitorie, era possibile conseguire questa qualifica anche alcuni anni prima.
Nel 2017 la qualifica di Maresciallo aiutante luogotenente è stata sostituita dal grado di luogotenente, che in seguito al riordino dei ruoli e delle carriere del personale delle Forze armate è adesso il grado più alto dopo l'introduzione della qualifica di Primo luogotenente nell'Esercito, nella Marina e nell'Aeronautica e della qualifica di Luogotenente Carica Speciale nei Carabinieri e nella Guardia di Finanza.
Il distintivo di qualifica di maresciallo aiutante luogotenente era costituito da tre barrette d'argento bordate di rosso e da una stelletta d'oro bordata di rosso ed era uguale a quello attuale di luogotenente.
Generalmente a coloro che avevano il grado di maresciallo aiutante luogotenente veniva affidato il comando di stazione, tuttavia potevano diventare "comandante di stazione" anche semplici marescialli. mentre non possono diventare "comandante di stazione" i marescialli usciti di prima nomina dalla scuola triennale allievi marescialli. 
Talvolta ad un maresciallo aiutante luogotenente poteva venire affidato il comando di un plotone all'interno di un reggimento o di un battaglione.

## Distintivi di grado

Controspallina di luogotenente dell'Arma dei Carabinieri.
Distintivo da braccio (solo sinistro) per "comandante di stazione".
Fregio da cappello, granata sfuggente, dorata a 13 punte su panno nero per marescialli, ufficiali inferiori e ufficiali superiori dei carabinieri.